# William S. Harney
Pour les articles homonymes, voir Harney.
William Selby Harney (22 août 1800 à Haysboro - 9 mai 1889 à Orlando) est un officier de cavalerie de l'US Army qui servit lors des guerres indiennes et de la guerre américano-mexicaine. Il est enterré au cimetière national d'Arlington.